# 李瑟娥
李瑟娥（韓語：이슬아，1991年11月20日—）韓國職業圍棋棋手，目前為二段。

## 国际比赛成绩
- 2008年正官庄杯中2胜1负；
- 2010年穹窿山兵圣杯八强；
- 2010年亞洲運動會圍棋比賽男女混合雙人賽中與朴廷桓搭配，獲得金牌。女子團體賽和李玟真、金侖映、趙惠連搭配獲得金牌。